# 诺维萨德大学
诺维萨德大学，塞尔维亚诺维萨德市的一所大学。
诺维萨德大学在校生超过4万名，是塞尔维亚规模第二大的大学，仅次于贝尔格莱德大学。

## 院系设置
- 哲学院
- 农学院
- 法学院
- 工程学院
- 经济学院
- 技术科学学院
- 医学院
- 理学院
- 艺术学院
- 土木工程学院
- 米海洛·卜平技术学院
- 体育学院
- 教育学院
- 教师进修学院